# Cicadulina theroni
Cicadulina theroni är en insektsart som beskrevs av Van Rensburg 1983. Cicadulina theroni ingår i släktet Cicadulina och familjen dvärgstritar. Inga underarter finns listade i Catalogue of Life.